# دحیه کلبی
دحیة بن خلیفه کلبی معروف به دحیه کلبی از اصحاب محمد، پیامبر اسلام بود. دحیه پس از جنگ احد اسلام آورد و در سال ۶ یا ۷ هجری از سوی محمد نزد هرقل قیصر روم رفت تا او را به دین اسلام دعوت کند. دحیه تا زمان خلافت معاویه زنده بود و در سال ۴۵ هجری درگذشت.
در برخی متون تاریخی سال وفات دحیه ۴۵ ق ذکر شده‌است. به نظر می‌رسد او تا این تاریخ که هم‌زمان با دوران خلافت معاویه است در روستای مزه دمشق زندگی می‌کرده‌است.
دحیه برادر شیری محمد پیامبر اسلام است که در کودکی از یک دایه شیر خوردند و او را رضیع محمد می‌گویند.
او در زمان حسن بن علی به دارابگرد (به عربی دارابجرد) سفر کرد و خراجگزار حسن در داراب بود.
مقبره دحیه پس از مرگش در کنار شهر قدیم دارابگرد قرار دارد. گفتنی است که دحیهٔ کلبی اصالتاً اهل یمن بود و مقبرهٔ او در نزدیکی شهر داراب در استان فارس هنوز وجود دارد. از دحیهٔ کلبی بازماندگانی مانده‌است که در داراب و جهرم زندگی می‌کنند و با همین نام یعنی کلبی شناخته می‌شوند. .
دهخدا به نقل از معجم البلدان مقبره دحیه کلبی را روستای مزه معرفی می‌کند.
منابع به رخسار نیکوی دحیه اشاره کرده‌اند و بنابر گزارشی محمد او را در زیبایی به جبرئیل مانند کرده‌است. در برخی نقل‌ها آمده‌است که جبرئیل گاهی به صورت دحیه کلبی بر محمد ظاهر می‌شد.

## غزوه خیبر
شوهر صفیه دختر حیی بن اخطب در جنگ خیبر به دست مسلمانان کشته شد، و پدر او نیز در جنگ با قبیله بنی قریظه کشته شده بود و دحیه کلبی وی را به اسارت به مدینه آورد. اصحاب محمد گفتند این دختر بزرگ‌ترین مردم از طایفه بنی نضیر و بنی قریظه است و شایسته‌است او را انتخاب فرمائی و چون پذیرفت او را آزاد کرد و سپس، وی را به همسری خود اختیار نمود.

## نامه به قیصر روم
دحیه بن خلیفه کلبی مأمور ارسال نامه محمد به هرقل پادشاه روم بود. هرقل پس از دریافت نامه به دحیه گفت: اکنون برو نزد ضغاطر و نامه او را به او هم برسان و ببین در این موضوع چه می‌گوید؟ دحیه نزد پاپ اعظم (ضغاطر) رفت و نامه را به وی داد. ضغاطر نامه را خواند و آن گاه به دحیه گفت: «سوگند به خداوند که صاحب تو پیغمبر مرسل است و ما او را به اوصافش می‌شناسیم و او را در کتاب‌های خود می‌یابیم». ضغاطر سپس به کلیسا رفت و گفت: «ای گروه ملت روم همانا از جانب احمد نامه‌ای به ما رسیده و ما را به سوی خداوند دعوت می‌کند و من شهادت می‌دهم که جز ذات مقدس خداوند معبودی مستحق ستایش نیست و محمد فرستاده پروردگار است». در آن هنگام جمعی از شنوندگان به ضغاطر حمله کردند و او را کشتند.

## سریه زید بن حارثه
دحیه بن خلیفه کلبی از نزد قیصر روم بازمی‌گشت، چون به سرزمین جُذام رسید افرادی وی را غارت کردند. عده‌ای نیز به راه‌زنان حمله بردند و کالای به غارت رفته را به دحیه پس دادند. دحیه رهسپار مدینه شد و آنچه را پیش آمده بود به محمد گزارش داد. محمد زید بن حارثه را با پانصد نفر بر جُذام فرستاد و دحیه را نیز همراه وی بازگرداند. آنان حمله بردند و کسانی از غارتگران را کشتند و صد زن و کودک و هزار شتر و پنج هزار گوسفند اسیر و به غنیمت گرفتند. سرانجام علی بن ابی‌طالب از طرف محمد مأمور شد و زنان و کودکان و اموالشان را آزاد کرد.

## دحیه کلبی در ادبیات پارسی
دیوان اشعار عطار نیشابوری:
| ز بس کامد به نزدیک تو جبریل |  | شده چون دحیه الکلب قریشی |

منطق الطیر عطار نیشابوری:
| جبرئیل از دست او شد خرقه‌دار |  | در لباس دحیه زان گشت آشکار |

مصیبت نامه عطار نیشابوری:
| کلبه روح القدس قلبی کند |  | قالبش چون دحیه الکلبی کند |

حدیقة الحقیقه و شریعة الطریقه سنایی:
| شرفش بهر قال و قیلی را   |  | دحیه کردست جبرئیلی را  |
| جهل تو بهر قال و قیلی را |  | دحیه کردست جبرئیلی را  |
| که نمودی چو شرقی از غربی |  | رای او روی دحیة الکلبی |

## وفات و محل دفن
بنا بر گفته برخی دحیه کلبی در سال۴۸ق و بنا بر نقل دیگر در سال ۶۰ق وفات کرد.
در مورد محل دفن وی نیز چندین نقل قول موجود است:
- روستای شجره در فلسطین[۱۹]
- مزه مکانی نزدیک دمشق[۲۰]
- در مصر[۲۱]
- در شهر داراب در استان فارس[۲۲]